# جين هاتشر
جين هاتشر (بالإنجليزية: Gene Hatcher)‏ مواليد 28 يونيو 1959 في فورت وورث، هو ملاكم يصنف ضمن فئة وزن الوسط.

## إحصائيات
خاض خلال مسيرته 39 نزالا، فاز في 32 وتعادل في 0 وخسر في 7. فاز بالضربة القاضية في 23 نزالا.

## روابط خارجية
- جين هاتشر على موقع بوكس ريك (الإنجليزية) (registration required)